# Списак споменика културе у Јужнобачком округу – Град Нови Сад
Следи списак споменика културе у Јужнобачком округу – Град Нови Сад.
| ИД      | Слика | Назив | Адреса                                     | Координате                                     | Место               | Градска општина | Општина      | Надлежни завод |
| ------- | --- | --- | ------------------------------------------ | ---------------------------------------------- | ------------------- | --------------- | ------------ | -------------- |
| СК 1072 | Зграда Галерије Матице српске                                                                                                | Зграда Галерије Матице српске                                                                                                | Трг галерија 1                             | 45.252595°N 19.845567°E / 45.252595, 19.845567 | Нови Сад            |                 | Нови Сад     | ОПШ. Н. САД    |
| СК 1073 | Зграда Галерије спомен збирке „Павле Бељански“                                                                               | Зграда Галерије спомен збирке „Павле Бељански“                                                                               | Трг галерија 2                             | 45.252795°N 19.845921°E / 45.252795, 19.845921 | Нови Сад            |                 | Нови Сад     | ОПШ. Н. САД    |
| СК 1074 | Зграда Галерије ликовне уметности - Поклон збирка „Рајка Мамузића“                                                           | Зграда Галерије ликовне уметности - Поклон збирка „Рајка Мамузића“                                                           | Трг галерија                               | 45.252115°N 19.845283°E / 45.252115, 19.845283 | Нови Сад            |                 | Нови Сад     | ОПШ. Н. САД    |
| СК 1075 | Зграда „Платонеума“ | Зграда „Платонеума“ | Пашићева 6                                 | 45.257923°N 19.846892°E / 45.257923, 19.846892 | Нови Сад            |                 | Нови Сад     | ОПШ. Н. САД    |
| СК 1076 | Кућа са окућницом у Петроварадину                                                                                            | Кућа са окућницом у Петроварадину                                                                                            | Патријарха Рајачића 14                     | 45.255457°N 19.87359°E / 45.255457, 19.87359   | Петроварадин        |                 | Петроварадин | ОПШ. Н. САД    |
| СК 1109 | Николајевска црква у Новом Саду                                                                                              | Николајевска црква у Новом Саду                                                                                              | Николајевска порта                         | 45.258837°N 19.844328°E / 45.258837, 19.844328 | Нови Сад            |                 | Нови Сад     | ОПШ. Н. САД    |
| СК 1110 | Дом ЈНА у Новом Саду | Дом ЈНА у Новом Саду | Трг слободе 5                              | 45.255314°N 19.844644°E / 45.255314, 19.844644 | Нови Сад            |                 | Нови Сад     | ОПШ. Н. САД    |
| СК 1111 | Српска православна црква у Руменки                                                                                           | Српска православна црква у Руменки                                                                                           | Ослобођења бб                              | 45.292792°N 19.741604°E / 45.292792, 19.741604 | Руменка             |                 | Нови Сад     | ОПШ. Н. САД    |
| СК 1124 | Манастир Ковиљ | Манастир Ковиљ |                                            | 45.213941°N 20.034936°E / 45.213941, 20.034936 | Ковиљ               |                 | Нови Сад     | ОПШ. Н. САД    |
| СК 1125 | Саборна црква Св. Георгија у Новом Саду                                                                                      | Саборна црква Св. Георгија у Новом Саду                                                                                      |                                            | 45.257655°N 19.847544°E / 45.257655, 19.847544 | Нови Сад            |                 | Нови Сад     | ОПШ. Н. САД    |
| СК 1137 | Српска православна црква у Сремској Каменици                                                                                 | Српска православна црква у Сремској Каменици                                                                                 | Карађорђева 19                             | 45.223508°N 19.838022°E / 45.223508, 19.838022 | Сремска Каменица    |                 | Нови Сад     | ОПШ. Н. САД    |
| СК 1144 | Кућа у којој је живео Јован Јовановић-Змај                                                                                   | Кућа у којој је живео Јован Јовановић-Змај                                                                                   | Змај Јовина 1                              | 45.222923°N 19.844049°E / 45.222923, 19.844049 | Сремска Каменица    |                 | Нови Сад     | ОПШ. Н. САД    |
| СК 1149 | Партизанска база у Новом Саду                                                                                                | Партизанска база у Новом Саду                                                                                                | Војислава Илића 15                         | 45.267868°N 19.831089°E / 45.267868, 19.831089 | Нови Сад            |                 | Нови Сад     | ОПШ. Н. САД    |
| СК 1154 | Алмашка црква у Новом Саду                                                                                                   | Алмашка црква у Новом Саду                                                                                                   | Алмашка                                    | 45.263054°N 19.846463°E / 45.263054, 19.846463 | Нови Сад            |                 | Нови Сад     | ОПШ. Н. САД    |
| СК 1155 | Римокатоличка црква и стари жупни двор у Футогу                                                                              | Римокатоличка црква и стари жупни двор у Футогу                                                                              | Царице Милице 1                            | 45.238212°N 19.697583°E / 45.238212, 19.697583 | Футог               |                 | Нови Сад     | ОПШ. Н. САД    |
| СК 1156 | Успенска црква у Новом Саду                                                                                                  | Успенска црква у Новом Саду                                                                                                  | Јована Суботића                            | 45.255574°N 19.841893°E / 45.255574, 19.841893 | Нови Сад            |                 | Нови Сад     | ОПШ. Н. САД    |
| СК 1157 | Црква Светих Врачева Кузме и Дамјана у Футогу                                                                                | Црква Светих Врачева Кузме и Дамјана у Футогу                                                                                | Цара Лазара 162                            | 45.235734°N 19.720608°E / 45.235734, 19.720608 | Футог               |                 | Нови Сад     | ОПШ. Н. САД    |
| СК 1158 | Српска православна црква у Буковцу                                                                                           | Српска православна црква у Буковцу                                                                                           |                                            | 45.190483°N 19.89419°E / 45.190483, 19.89419   | Буковац (Нови Сад)  |                 | Нови Сад     | ОПШ. Н. САД    |
| СК 1159 | Кућа из 18. века у Сремској Каменици                                                                                         | Кућа из 18. века у Сремској Каменици                                                                                         | Карађорђева                                |                                                | Сремска Каменица    |                 | Нови Сад     | ОПШ. Н. САД    |
| СК 1160 | Зграда гимназије „Јован Јовановић Змај“ у Новом Саду                                                                         | Зграда гимназије „Јован Јовановић Змај“ у Новом Саду                                                                         | Златне греде 4                             | 45.258248°N 19.847343°E / 45.258248, 19.847343 | Нови Сад            |                 | Нови Сад     | ОПШ. Н. САД    |
| СК 1161 | Мађарска реформаторска црква и зграда парохијског дома у Руменки                                                             | Мађарска реформаторска црква и зграда парохијског дома у Руменки                                                             | Јована Јовановића Змаја                    | 45.295675°N 19.746594°E / 45.295675, 19.746594 | Руменка             |                 | Нови Сад     | ОПШ. Н. САД    |
| СК 1162 | Две старе турске чесме у Лединцима                                                                                           | Две старе турске чесме у Лединцима                                                                                           |                                            | 45.185576°N 19.804052°E / 45.185576, 19.804052 | Стари Лединци       |                 | Нови Сад     | ОПШ. Н. САД    |
| СК 1163 | Римокатолички жупни уред, плебанија у Новом Саду                                                                             | Римокатолички жупни уред, плебанија у Новом Саду                                                                             | Католичка порта 3                          | 45.255956°N 19.845281°E / 45.255956, 19.845281 | Нови Сад            |                 | Нови Сад     | ОПШ. Н. САД    |
| СК 1164 | Зграда, покретни инвентар и непосредна околина имања Визић крај Бегеча                                                       | Зграда, покретни инвентар и непосредна околина имања Визић крај Бегеча                                                       |                                            |                                                | Бегеч               |                 | Нови Сад     | ОПШ. Н. САД    |
| СК 1165 | Споменик Светозара Милетића у Новом Саду                                                                                     | Споменик Светозара Милетића у Новом Саду                                                                                     | Трг Слободе                                | 45.255085°N 19.844889°E / 45.255085, 19.844889 | Нови Сад            |                 | Нови Сад     | ОПШ. Н. САД    |
| СК 1166 | Зграда Матице српске у Новом Саду                                                                                            | Зграда Матице српске у Новом Саду                                                                                            | Матице српске 1                            | 45.259086°N 19.845095°E / 45.259086, 19.845095 | Нови Сад            |                 | Нови Сад     | ОПШ. Н. САД    |
| СК 1167 | Споменик посвећен ратницима Првог светског рата у Ковиљу                                                                     | Споменик посвећен ратницима Првог светског рата у Ковиљу                                                                     |                                            |                                                | Ковиљ               |                 | Нови Сад     | ОПШ. Н. САД    |
| СК 1168 | Остаци средњовековне цркве на локалитету Клиса у Лединцима                                                                   | Остаци средњовековне цркве на локалитету Клиса у Лединцима                                                                   |                                            |                                                | Стари Лединци       |                 | Нови Сад     | ОПШ. Н. САД    |
| СК 1514 | Кућа у Дунавској улици бр. 7 у Новом Саду                                                                                    | Кућа у Дунавској улици бр. 7 у Новом Саду                                                                                    | Дунавска 7                                 | 45.256696°N 19.848851°E / 45.256696, 19.848851 | Нови Сад            |                 | Нови Сад     | ОПШ. Н. САД    |
| СК 1515 | Кућа у Дунавској улици бр. 20 у Новом Саду                                                                                   | Кућа у Дунавској улици бр. 20 у Новом Саду                                                                                   | Дунавска 20                                | 45.256241°N 19.849811°E / 45.256241, 19.849811 | Нови Сад            |                 | Нови Сад     | ОПШ. Н. САД    |
| СК 1516 | Кућа у Грчкошколској улици бр. 3 у Новом Саду                                                                                | Кућа у Грчкошколској улици бр. 3 у Новом Саду                                                                                | Грчкошколска 3                             | 45.25746°N 19.846321°E / 45.25746, 19.846321   | Нови Сад            |                 | Нови Сад     | ОПШ. Н. САД    |
| СК 1517 | Кућа у Грчкошколској улици бр. 2 у Новом Саду                                                                                | Кућа у Грчкошколској улици бр. 2 у Новом Саду                                                                                | Грчкошколска 2                             | 45.257408°N 19.846399°E / 45.257408, 19.846399 | Нови Сад            |                 | Нови Сад     | ОПШ. Н. САД    |
| СК 1518 | Кућа у Карађорђевој улици бр. 69 у Новом Саду                                                                                | Кућа у Карађорђевој улици бр. 69 у Новом Саду                                                                                | Карађорђева 69                             | 45.269682°N 19.83997°E / 45.269682, 19.83997   | Нови Сад            |                 | Нови Сад     | ОПШ. Н. САД    |
| СК 1519 | Кућа у Дунавској улици бр. 18 у Новом Саду                                                                                   | Кућа у Дунавској улици бр. 18 у Новом Саду                                                                                   | Дунавска 18                                | 45.256337°N 19.849607°E / 45.256337, 19.849607 | Нови Сад            |                 | Нови Сад     | ОПШ. Н. САД    |
| СК 1520 | Кућа у Дунавској улици бр. 1 у Новом Саду (Зграда градске библиотеке)                                                        | Кућа у Дунавској улици бр. 1 у Новом Саду (Зграда градске библиотеке)                                                        | Дунавска 1                                 | 45.256851°N 19.848201°E / 45.256851, 19.848201 | Нови Сад            |                 | Нови Сад     | ОПШ. Н. САД    |
| СК 1521 | Градска кућа у Новом Саду | Градска кућа у Новом Саду | Трг Слободе                                | 45.254894°N 19.844543°E / 45.254894, 19.844543 | Нови Сад            |                 | Нови Сад     | ОПШ. Н. САД    |
| СК 1522 | Зграда матичарског здања у Новом Саду                                                                                        | Зграда матичарског здања у Новом Саду                                                                                        | Железничка                                 | 45.252081°N 19.842424°E / 45.252081, 19.842424 | Нови Сад            |                 | Нови Сад     | ОПШ. Н. САД    |
| СК 1523 | Кућа на Трифковићевом тргу бр. 2 у Новом Саду                                                                                | Кућа на Трифковићевом тргу бр. 2 у Новом Саду                                                                                | Трифковићев трг 2                          | 45.256798°N 19.844124°E / 45.256798, 19.844124 | Нови Сад            |                 | Нови Сад     | ОПШ. Н. САД    |
| СК 1524 | Кућа на Позоришном тргу бр. 2 у Новом Саду                                                                                   | Кућа на Позоришном тргу бр. 2 у Новом Саду                                                                                   | Позоришни трг 2                            | 45.254857°N 19.84391°E / 45.254857, 19.84391   | Нови Сад            |                 | Нови Сад     | ОПШ. Н. САД    |
| СК 1525 | Кућа у Дунавској улици бр. 6 у Новом Саду                                                                                    | Кућа у Дунавској улици бр. 6 у Новом Саду                                                                                    | Дунавска 6                                 | 45.256632°N 19.84877°E / 45.256632, 19.84877   | Нови Сад            |                 | Нови Сад     | ОПШ. Н. САД    |
| СК 1526 | Кућа на Тргу Тозе Марковића бр. 5 у Новом Саду                                                                               | Кућа на Тргу Тозе Марковића бр. 5 у Новом Саду                                                                               | Трг Тозе Марковића 5                       |                                                | Нови Сад            |                 | Нови Сад     | ОПШ. Н. САД    |
| СК 1527 | Кућа у Змај Јовиној улици бр. 23 у Новом Саду                                                                                | Кућа у Змај Јовиној улици бр. 23 у Новом Саду                                                                                | Змај Јовина улица 23                       | 45.255665°N 19.846391°E / 45.255665, 19.846391 | Нови Сад            |                 | Нови Сад     | ОПШ. Н. САД    |
| СК 1528 | Кућа у Улици краља Александра бр. 14 у Новом Саду                                                                            | Кућа у Улици краља Александра бр. 14 у Новом Саду                                                                            | Краља Александра 14                        | 45.253928°N 19.843618°E / 45.253928, 19.843618 | Нови Сад            |                 | Нови Сад     | ОПШ. Н. САД    |
| СК 1529 | Комплекс старог биоскопа у Новом Саду                                                                                        | Комплекс старог биоскопа у Новом Саду                                                                                        | Змај Јовина бр. 4, Илије Огњановића бр. 22 |                                                | Нови Сад            |                 | Нови Сад     | ОПШ. Н. САД    |
| СК 1530 | Заветни крст у Футогу | Заветни крст у Футогу |                                            | 45.235921°N 19.719933°E / 45.235921, 19.719933 | Футог               |                 | Нови Сад     | ОПШ. Н. САД    |
| СК 1531 | Надгробни споменик Арменске породице Ченази у Новом Саду                                                                     | Надгробни споменик Арменске породице Ченази у Новом Саду                                                                     |                                            |                                                | Нови Сад            |                 | Нови Сад     | ОПШ. Н. САД    |
| СК 1532 | Споменик Јовану Јовановићу-Змају у Сремској Каменици                                                                         | Споменик Јовану Јовановићу-Змају у Сремској Каменици                                                                         | Трг Змај Јове                              | 45.223155°N 19.843422°E / 45.223155, 19.843422 | Сремска Каменица    |                 | Нови Сад     | ОПШ. Н. САД    |
| СК 1584 | Пошаљи фотографију | Родна кућа Илије Нешина у Ковиљу                                                                                             | Браће Вуков 1                              | 45.238688°N 20.019695°E / 45.238688, 20.019695 | Ковиљ               |                 | Нови Сад     | ОПШ. Н. САД    |
| СК 1585 | Жупна црква Св. Јурја и жупни дом у Петроварадину                                                                            | Жупна црква Св. Јурја и жупни дом у Петроварадину                                                                            | Штросмајерова 20                           | 45.253909°N 19.862894°E / 45.253909, 19.862894 | Петроварадин        |                 | Нови Сад     | ОПШ. Н. САД    |
| СК 1586 | Гробно место са надгробним спомеником Јована Храниловића                                                                     | Гробно место са надгробним спомеником Јована Храниловића                                                                     | Грко-католичко гробље, Булевар краља Петра | 45.259973°N 19.826234°E / 45.259973, 19.826234 | Нови Сад            |                 | Нови Сад     | ОПШ. Н. САД    |
| СК 1587 | Два гробна места са надгробним споменицима у Сремској Каменици                                                               | Два гробна места са надгробним споменицима у Сремској Каменици                                                               | Српско православно гробље                  | 45.218143°N 19.842378°E / 45.218143, 19.842378 | Сремска Каменица    |                 | Нови Сад     | ОПШ. Н. САД    |
| СК 1588 | Двадесет и четири надгробна споменика са гробним местима истакнутих политичких, културних и јавних радника                   | Двадесет и четири надгробна споменика са гробним местима истакнутих политичких, културних и јавних радника                   | Успенско гробље                            | 45.255699°N 19.829527°E / 45.255699, 19.829527 | Нови Сад            |                 | Нови Сад     | ОПШ. Н. САД    |
| СК 1589 | Тридесет надгробних споменика са гробним местима истакнутих политичких, културних и јавних радника                           | Тридесет надгробних споменика са гробним местима истакнутих политичких, културних и јавних радника                           | Алмашко гробље                             | 45.268106°N 19.828604°E / 45.268106, 19.828604 | Нови Сад            |                 | Нови Сад     | ОПШ. Н. САД    |
| СК 1590 | Пошаљи фотографију | Три надгробне плоче из 18. века у Ченеју                                                                                     | Православно гробље                         | 45.36965°N 19.801115°E / 45.36965, 19.801115   | Ченеј               |                 | Нови Сад     | ОПШ. Н. САД    |
| СК 1591 | Гробно место са спомеником Стевану Милованову                                                                                | Гробно место са спомеником Стевану Милованову                                                                                | Алмашко гробље                             | 45.267948°N 19.828786°E / 45.267948, 19.828786 | Нови Сад            |                 | Нови Сад     | ОПШ. Н. САД    |
| СК 1592 | Гробна места са надгробним споменицима значајних личности из историје Новог Сада, Петроварадина, Ср. Карловаца, Ср. Каменице | Гробна места са надгробним споменицима значајних личности из историје Новог Сада, Петроварадина, Ср. Карловаца, Ср. Каменице |                                            |                                                | Нови Сад            |                 | Нови Сад     | ОПШ. Н. САД    |
| СК 1593 | Зграда из средине 18. века у Сремској Каменици                                                                               | Зграда из средине 18. века у Сремској Каменици                                                                               | Дунавска улица 5                           | 45.224612°N 19.838582°E / 45.224612, 19.838582 | Сремска Каменица    |                 | Нови Сад     | ОПШ. Н. САД    |
| СК 1594 | Кућа с окућницом у ул. Краљевића Марка бр. 37                                                                                | Кућа с окућницом у ул. Краљевића Марка бр. 37                                                                                | Краљевића Марка 37                         | 45.262386°N 19.835402°E / 45.262386, 19.835402 | Нови Сад            |                 | Нови Сад     | ОПШ. Н. САД    |
| СК 1595 | Пошаљи фотографију | Босанска брвнара с етнографском збирком у Ветернику                                                                          | Цара Лазара 42 (бивша улица М. Тита)       | 45.25017°N 19.762257°E / 45.25017, 19.762257   | Ветерник (Нови Сад) |                 | Нови Сад     | ОПШ. Н. САД    |
| СК 1601 | „Чешки магацин” у Новом Саду                                                                                                 | „Чешки магацин” у Новом Саду                                                                                                 | Булевар деспота Стефана 7                  | 45.235938°N 19.839665°E / 45.235938, 19.839665 | Нови Сад            |                 | Нови Сад     | ОПШ. Н. САД    |
| СК 1602 | Комплекс Пастеровог завода                                                                                                   | Комплекс Пастеровог завода                                                                                                   | Хајдук Вељкова 1                           | 45.250072°N 19.824276°E / 45.250072, 19.824276 | Нови Сад            |                 | Нови Сад     | ОПШ. Н. САД    |
| СК 1603 | Котеков дворац | Котеков дворац | Царице Милице 2                            | 45.238484°N 19.697531°E / 45.238484, 19.697531 | Футог               |                 | Нови Сад     | ОПШ. Н. САД    |
| СК 1698 | Зграда Соколског дома у Ул. Игњата Павласа бр. 4                                                                             | Зграда Соколског дома у Ул. Игњата Павласа бр. 4                                                                             | Игњата Павласа 4                           | 45.255261°N 19.848924°E / 45.255261, 19.848924 | Нови Сад            |                 | Нови Сад     | ОПШ. Н. САД    |
| СК 1699 | Кућа у Ул. Петра Драпшина бр. 48                                                                                             | Кућа у Ул. Петра Драпшина бр. 48                                                                                             | Петра Драпшина 48                          | 45.250151°N 19.839666°E / 45.250151, 19.839666 | Нови Сад            |                 | Нови Сад     | ОПШ. Н. САД    |
| СК 1853 | Српска православна црква Преноса моштију Св. Николе у Каћу                                                                   | Српска православна црква Преноса моштију Св. Николе у Каћу                                                                   | Краља Петра I                              | 45.29889°N 19.941321°E / 45.29889, 19.941321   | Каћ                 |                 | Нови Сад     | ОПШ. Н. САД    |
| СК 1938 | Породична кућа Милеве Марић Ајнштајн                                                                                         | Породична кућа Милеве Марић Ајнштајн                                                                                         | Кисачка 20                                 | 45.26178°N 19.840965°E / 45.26178, 19.840965   | Нови Сад            |                 | Нови Сад     | ОПШ. Н. САД    |
| СК 1939 | Српска православна црква Светог апостола Томе у Ковиљу                                                                       | Српска православна црква Светог апостола Томе у Ковиљу                                                                       |                                            | 45.228832°N 20.022099°E / 45.228832, 20.022099 | Ковиљ               |                 | Нови Сад     | ОПШ. Н. САД    |
| СК 2002 | Зграда у улици Антона Чехова бр. 4 у Новом Саду                                                                              | Зграда у улици Антона Чехова бр. 4 у Новом Саду                                                                              | Антона Чехова 4                            | 45.248134°N 19.830343°E / 45.248134, 19.830343 | Нови Сад            |                 | Нови Сад     | ОПШ. Н. САД    |
| СК 2003 | Комплекс Бановине у Новом Саду                                                                                               | Комплекс Бановине у Новом Саду                                                                                               | Булевар Михајла Пупина                     | 45.253524°N 19.848259°E / 45.253524, 19.848259 | Нови Сад            |                 | Нови Сад     | ОПШ. Н. САД    |
| СК 2015 | Комплекс музеја и архива у Новом Саду                                                                                        | Комплекс музеја и архива у Новом Саду                                                                                        | Дунавска                                   | 45.256409°N 19.851752°E / 45.256409, 19.851752 | Нови Сад            |                 | Нови Сад     | ОПШ. Н. САД    |
| СК 2016 | Владичански двор Епархије Бачке Српске православне цркве у Новом Саду                                                        | Владичански двор Епархије Бачке Српске православне цркве у Новом Саду                                                        | Гимназијска 2                              | 45.256998°N 19.847895°E / 45.256998, 19.847895 | Нови Сад            |                 | Нови Сад     | ОПШ. Н. САД    |
| СК 2017 | Кућа у Доситејевој улици број 10 у Новом Саду                                                                                | Кућа у Доситејевој улици број 10 у Новом Саду                                                                                | Доситејева 10                              | 45.263307°N 19.841678°E / 45.263307, 19.841678 | Нови Сад            |                 | Нови Сад     | ОПШ. Н. САД    |
| СК 2026 | Римокатоличка црква Марије Снежне на Текијама у Петроварадину                                                                | Римокатоличка црква Марије Снежне на Текијама у Петроварадину                                                                | Карловачки друм 42                         | 45.228209°N 19.896646°E / 45.228209, 19.896646 | Петроварадин        |                 | Нови Сад     | ОПШ. Н. САД    |
| СК 2113 | „Шпилерова кућа” у Петроварадину                                                                                             | „Шпилерова кућа” у Петроварадину                                                                                             | Владимира Гортана 8                        |                                                | Петроварадин        |                 | Нови Сад     | ОПШ. Н. САД    |
| СК 2114 | Зграда у Темеринској улици бр. 1 у Новом Саду                                                                                | Зграда у Темеринској улици бр. 1 у Новом Саду                                                                                | Темеринска 1                               |                                                | Нови Сад            |                 | Нови Сад     | ОПШ. Н. САД    |
| СК 2172 | Пошаљи фотографију | Kомплекс „Енглеско-југословенске дечије болнице” у Сремској Kаменици                                                         | Др Кетрин Макфејл 39                       |                                                | Сремска Каменица    |                 | Нови Сад     | ОПШ. Н. САД    |
| СК 2173 | Kомплекс Електротехничке школе „Михајло Пупин” у Новом Саду                                                                  | Kомплекс Електротехничке школе „Михајло Пупин” у Новом Саду                                                                  | Футошка 17, Школска 4                      |                                                | Нови Сад            |                 | Нови Сад     | ОПШ. Н. САД    |
| СК 2212 | Пошаљи фотографију | Зграда Лекарске коморе Дунавске бановине у Новом Саду                                                                        |                                            |                                                | Нови Сад            |                 | Нови Сад     | ОПШ. Н. САД    |
| СК 2273 | Пошаљи фотографију | Гробно место и надгробни споменик Александре Анатолијне Розеншилд фон Паулин Сердјукове                                      | Војвођанска ББ                             | 45.281091°N 19.980624°E / 45.281091, 19.980624 | Будисава            |                 | Нови Сад     | ЗЗЗСКНС        |